# Juma Rashed
Juma Rashed (Emiratos Árabes Unidos; 12 de diciembre de 1972) es un exfutbolista de los Emiratos Árabes Unidos que jugaba en la posición de guardameta.

## Carrera

### Club
Jugó toda su carrera con el Al Shabab Al Arabi Club de 1990 a 2006, con el que fue campeón nacional en una ocasión, ganó dos copas nacionales y la Copa de Clubes Campeones del Golfo de 1992.

### Selección nacional
Jugó para Emiratos Árabes Unidos en 29 ocasiones de 1992 a 2004, participó en la Copa FIFA Confederaciones 1997, en los Juegos Asiáticos de 1998 y en dos ediciones de la Copa Asiática.

## Logros
- UAE Pro League: 1

1994/95
- Copa Presidente de Emiratos Árabes Unidos: 2

1993/94, 1996/97
- Copa de Clubes Campeones del Golfo: 1

1992